# Dolichurus greenei
Dolichurus greenei är en  stekelart som beskrevs av Sievert Allen Rohwer 1916. Dolichurus greenei ingår i släktet Dolichurus och familjen Ampulicidae. Inga underarter finns listade i Catalogue of Life.